# چاه شماره ۳ اردکانیان
چاه شماره ۳ اردکانیان یک منطقهٔ مسکونی در ایران است که در دهستان دشت جام واقع شده‌است.